# 청자 상감‘덕천’명 연화양류문 매병
청자 상감‘덕천’명 연화양류문 매병(靑磁 象嵌'德泉'銘 蓮花楊柳文 梅甁)은 ‘덕천’(德泉)이라는 글자와, 상감 기법으로 연꽃과 버드나무 무늬를 새겨 넣은, 고려청자 매병이다. 서울특별시 호림박물관에 있으며, 2006년 1월 17일 대한민국의 보물 제1452호로 지정되었다.

## 개요
「덕천(德泉)」명(銘) 청자는 여러 예가 있지만 이 매병의 경우와 같이 입체적인 기형에 문양 및 유태 등 상태가 양호한 것은 드문 편이다. 특히 변형된 여의두문대(如意頭文帶)와 파초연화문, 유문(柳文)의 형태가 고려상감청자의 기본형에서 크게 벗어나지 않아서 15세기 분청사기와 구분되는 예로 볼 수 있다. 상감청자에서 분청으로 변천하는 과정에서 중요한 기준으로 삼을만한 자료로서 가치가 크다.

## 같이 보기
- 고려청자

## 주해
1. ↑  매병이란 병의 아가리가 좁고 몸의 어깨는 넓으며 아래로 갈수록 홀쭉해지는 병을 말한다.

## 참고 자료
- 청자 상감‘덕천’명 연화양류문 매병 - 국가유산청 국가유산포털